# Boerenmeisjes

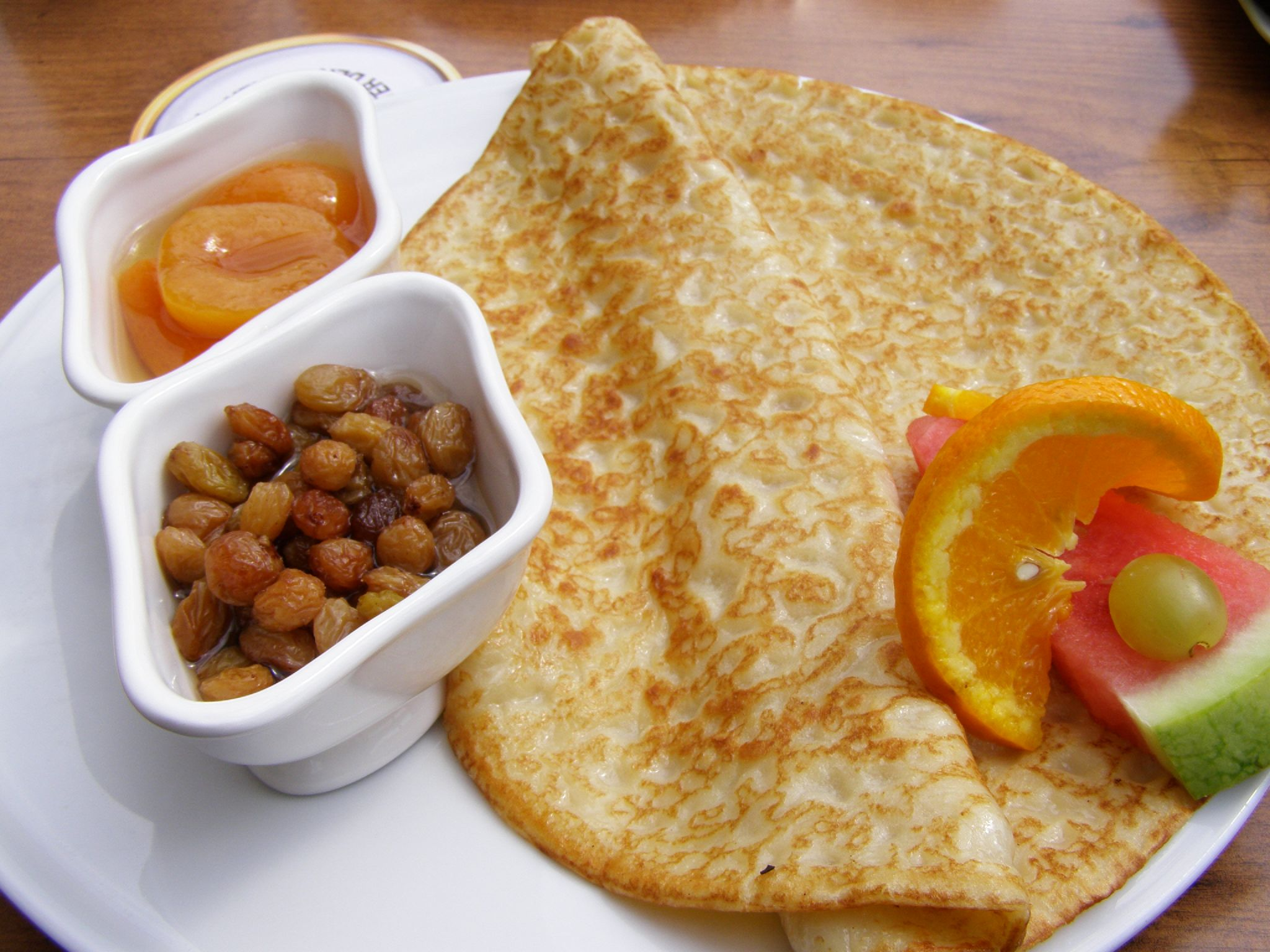
Een pannenkoek met boerenjongens en boerenmeisjes.

Boerenmeisjes is de benaming voor een ouderwets alcoholisch “drankje”. 
Het werd gemaakt door abrikozen in te leggen en te bewaren in brandewijn. Dit was vroeger, zo rond 1950, dé manier om vruchten te conserveren. Het wordt vooral in Twente, Groningen en Drenthe geconsumeerd.
Met de toevoeging van kandijsuiker, karamel en kaneel werd het geheel op smaak gebracht. Na minimaal zes weken rusten waren de boerenmeisjes klaar voor consumptie. 
Boerenmeisjes worden geserveerd in een lage brede likeurcoupe en kunnen zo opgelepeld worden. 
Andere gebruiksmogelijkheden zijn bijvoorbeeld in nagerechten, op de pannenkoeken, over schepijs of verwerkt in vleesgerechten en sauzen. 
De “mannelijke” tegenhanger heet boerenjongens, deze wordt gemaakt met rozijnen.